# Szakszuka

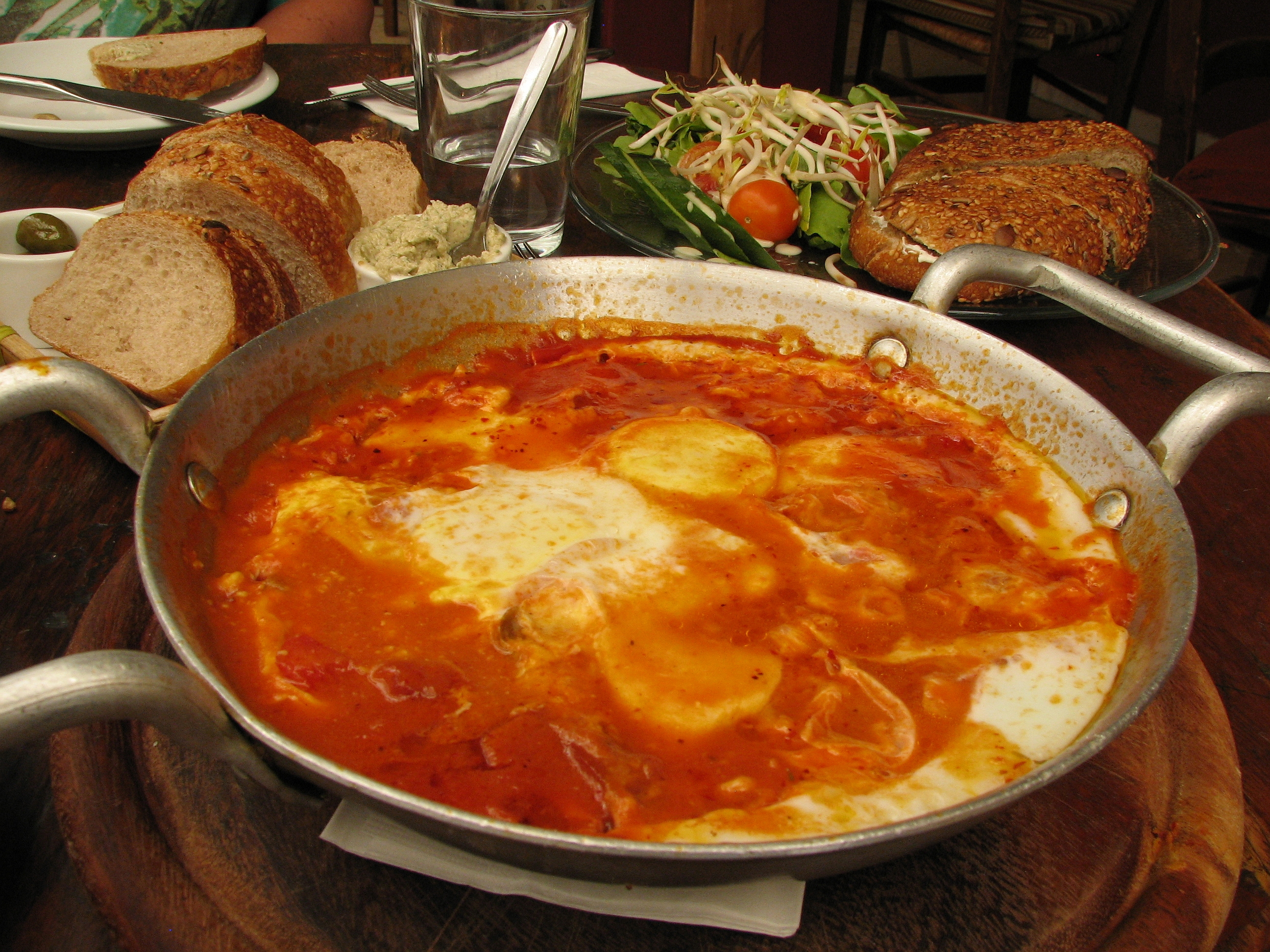
Szakszuka

Szakszuka (dosł. „mieszanka”) – danie pochodzące z Bliskiego Wschodu i Afryki Północnej, prawdopodobnie z Tunezji albo Jemenu, składające się z pomidorów, papryki i cebuli przyprawionych kuminem, w których gotuje się jajka na patelni i przed podaniem posypuje się świeżą kolendrą.
Szakszuka jest popularnym daniem na Bliskim Wschodzie.